# Cristina Yáñez
Cristina Yáñez Giner (Zaragoza, 1963) es una actriz, directora de escena y pedagoga teatral española, directora del Teatro de la Estación. En 2021, fue galardonada con el segundo premio en el XXIV Certamen Nacional de Teatro para Directoras de Escena.

## Trayectoria
Titulada en Interpretación por la Escuela de Arte Dramático de Zaragoza, realizó también estudios de danza clásica y contemporánea, de doblaje profesional, creación coreográfica y dirección de escena. Mientras estaba estudiando la carrera de Derecho, comenzó a trabajar como actriz bajo la dirección de Pilar Laveaga y Mariano Anós en el Teatro de la Ribera. En 1989, se incorporó a la compañía Tranvía Teatro.
Trabajó para la Compañía Nacional de Teatro Clásico, el Centro Dramático de Aragón y el Centro Dramático Nacional como ayudante de dirección de Fernando Fernán Gómez, Antonio Mercero y Juan Carlos Pérez de la Fuente, entre otros. En 1992, inició su trayectoria como directora teatral en el Aula de Teatro de la Universidad de Zaragoza, continuando con la dirección de espectáculos para otras compañías teatrales públicas y privadas.
Ha trabajado como actriz de doblaje y como directora de doblaje y ajustadora de diálogos en películas y series de las principales cadenas españolas de televisión.
Yáñez ha sido directora del Teatro de la Estación de Zaragoza desde su creación en 1996, además de miembro del equipo de dirección de su compañía residente Tranvía Teatro. También se convirtió en miembro de la Asociación de Directores de Escena de España, siendo desde 2013 su vicepresidenta.

## Reconocimientos
En 2021, por el espectáculo Viaje a Pancaya, de cuya dramaturgia y dirección era responsable, ganó el segundo premio en el XXIV Certamen Nacional de Teatro para Directoras de Escena Ciudad de Torrejón de Ardoz, entre las casi cien propuestas presentadas. La obra también recibió el Premio Makma al Mejor Espectáculo Nacional de Teatro en la X edición de los ‘Premios del Público’ del Teatro Sala Russafa de Valencia.